# Oedengrub

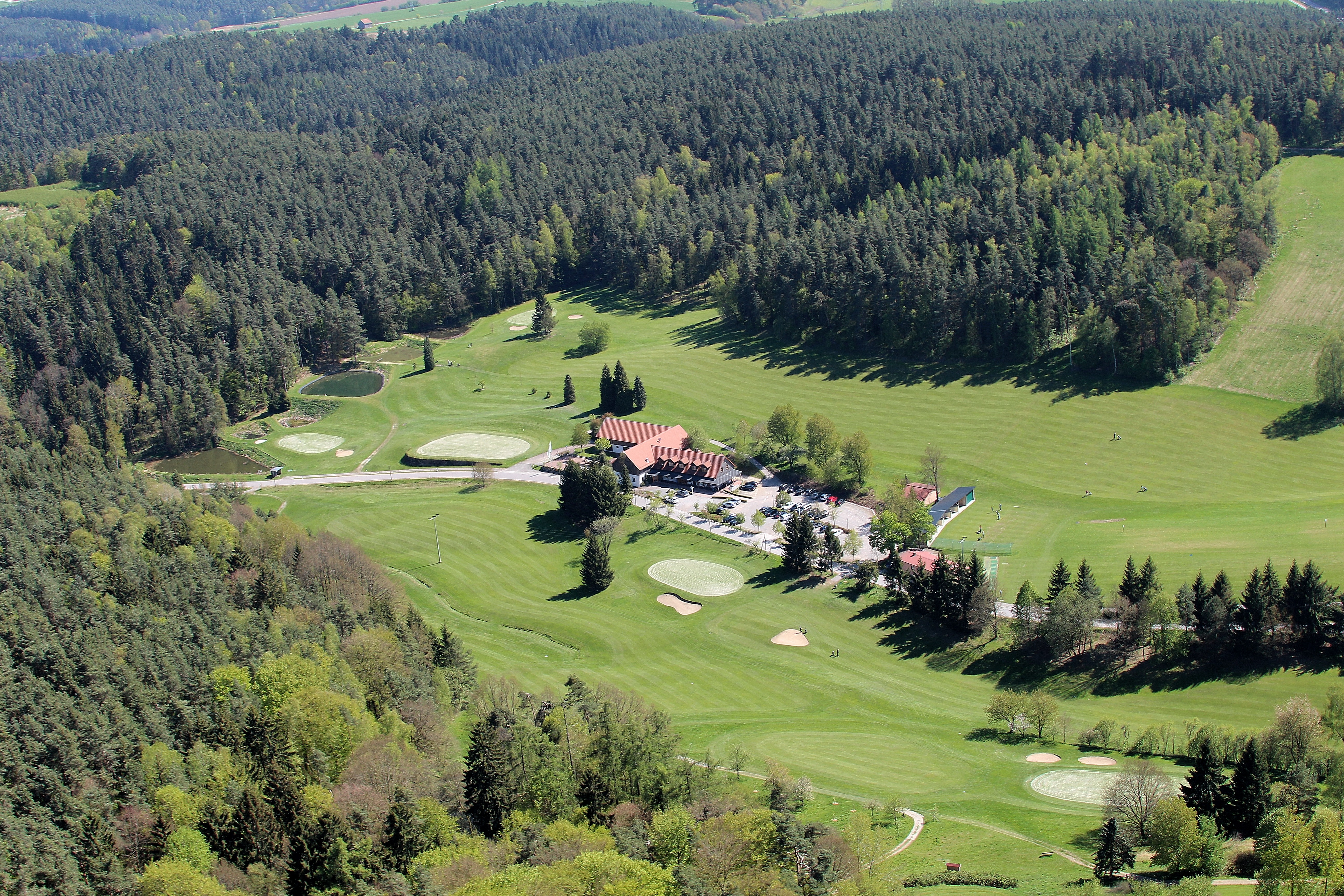
Oedengrub mit Golfplatz (2017)

Oedengrub ist ein Ortsteil der Stadt Neunburg vorm Wald im Landkreis Schwandorf in Bayern. Der Ort ist bekannt für seinen Golfclub und die einzige Skipiste auf dem Gebiet der Stadt Neunburg vorm Wald.

## Geographie
Oedengrub liegt circa elf Kilometer westlich von Neunburg vorm Wald am Fuß des 513 m hohen Ramberges.

## Geschichte
Oedengrub wurde auch Ödengrün, Stenglhof und Stanglhof genannt.
1830 wurde Oedengrub von Fuhrn nach Kemnath bei Fuhrn umgepfarrt.
Am 23. März 1913 war Oedengrub (Ödengrün, Stenglhof) Teil der Pfarrei Kemnath bei Fuhrn, bestand aus einem Haus und zählte sieben Einwohner.
Am 31. Dezember 1990 war Oedengrub unbewohnt und gehörte zur Pfarrei Kemnath bei Fuhrn.

## Kultur und Sehenswürdigkeiten
Auf dem Ramberg in der Nähe von Hammerberg befinden sich Reste einer mittelalterlichen Graben- und Wallanlageder, der Burgstall Ramberg.

## Tourismus
In Oedengrub betreibt der Golf- und Landclub Oberpfälzer Wald einen weitläufigen Golfplatz mit Clubhaus und Restaurant.
Neben dem Clubhaus befindet sich der einzige Skilift auf dem Gebiet der Stadt Neunburg vorm Wald. Der Bügellift befördert Skifahrer auf den Rahmberg, von dort führen eine mittelschwere und eine leichte Piste ins Tal. Neben der Talstation befindet sich eine bewirtschaftete Skihütte.